# Jan Janszoon Struys
Jan Janszoon Struys (1630—1694), ook bekend als Jan Jansz Struys en Jan Jansen Struys, was een Nederlands ontdekkingsreiziger. Hij schreef het boek Drie aanmerkelyke reizen, waarin hij verslag deed van zijn avontuurlijke reisbevindingen.

## Leven en reizen

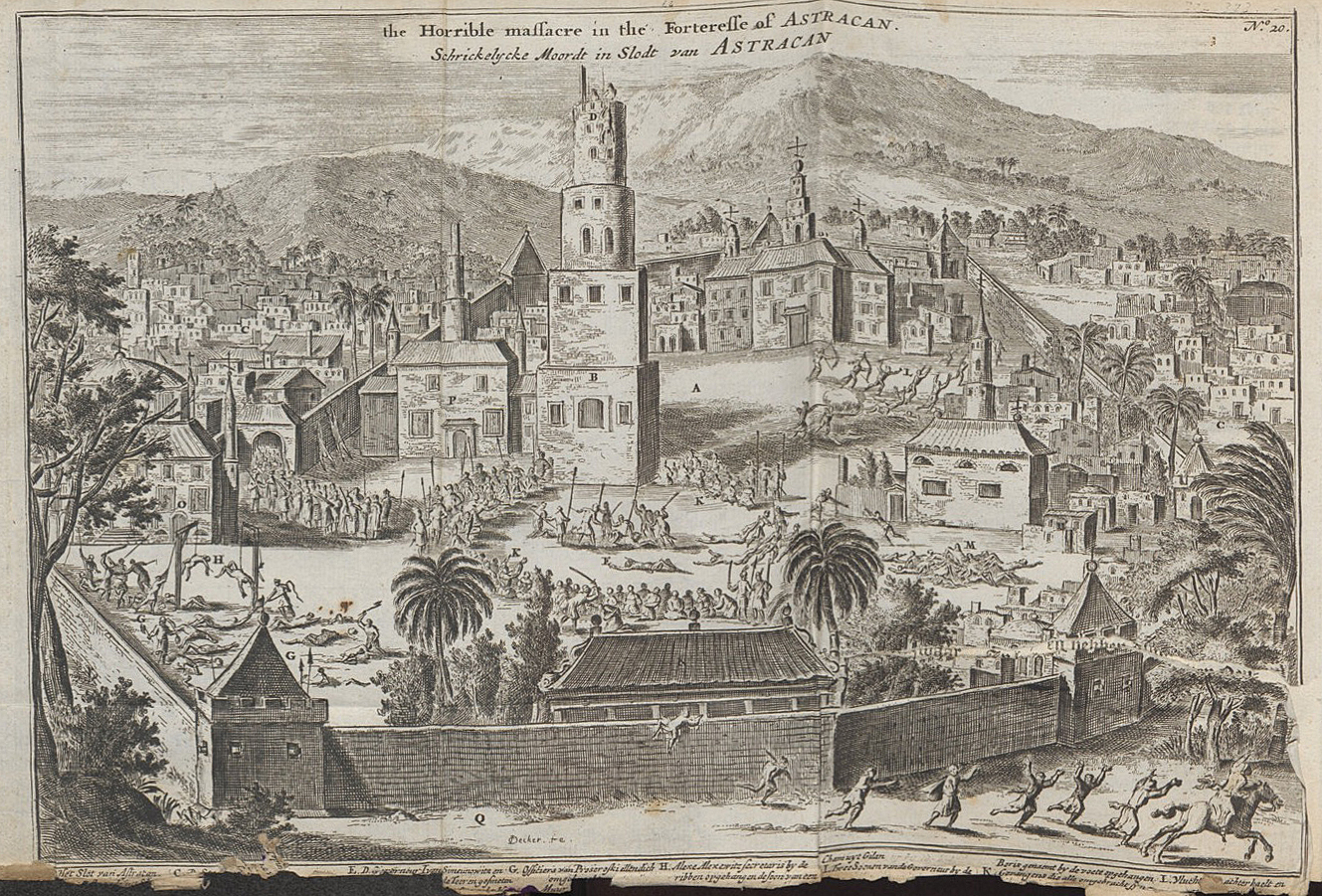
Illustratie uit Drie aanmerkelyke reizen: de inname van Astrakhan door de Kozakken onder leiding van Stepan Razin.

Jan Struys werd in Durgerdam geboren. In 1647, op zeventienjarige leeftijd, ontvluchtte hij het strenge regime van zijn vader. Hij liet zich in Amsterdam rekruteren als zeilmaker op een handelsschip voor de grote vaart. Zijn eerste tocht bracht hem op verschillende plaatsen in Afrika, Zuidoost-Azië en Japan, vanwaar hij in 1651 naar Nederland terugkeerde.
Struys voltooide zijn tweede grote reis in 1655 als deel van de Venetiaanse vloot, die een oorlogsexpeditie uitvoerde tegen de Turken. Tijdens die oorlog werd hij gevangengenomen, ontsnapte en kwam weer thuis na twee jaar afwezigheid. Hij deed het daarna wat rustiger aan, trouwde zelfs, maar dat weerhield hem niet van nog een derde wereldreis. In 1668 liet Struys zich inhuren als een zeilmakerspecialist in Moskovië. Deze opkomende staatsmacht, gecontroleerd vanuit de stad Moskou, genoot in die tijd nog weinig bekendheid in Europa en was begonnen haar eerste zeeschepen te bouwen; de tsaar wilde de handel bevorderen met Perzië over de Kaspische Zee.  Het gezelschap ging in Riga, dat toen Zweeds was, van boord. Per wagen en slede ging het naar Novgorod, waar ze begin november aankwamen.
Struys keerde in 1673 weer huiswaarts na vanuit het noordelijke Novgorod door heel Rusland te zijn gereisd naar het zuidelijke Astrachan. Hij was getuige van de opstand onder leiding van Stepan Razin (ook bekend als Stenka Razin) en heeft de befaamde Kozakkenleider zelfs persoonlijk ontmoet.

## Drie aanmerkelyke reizen

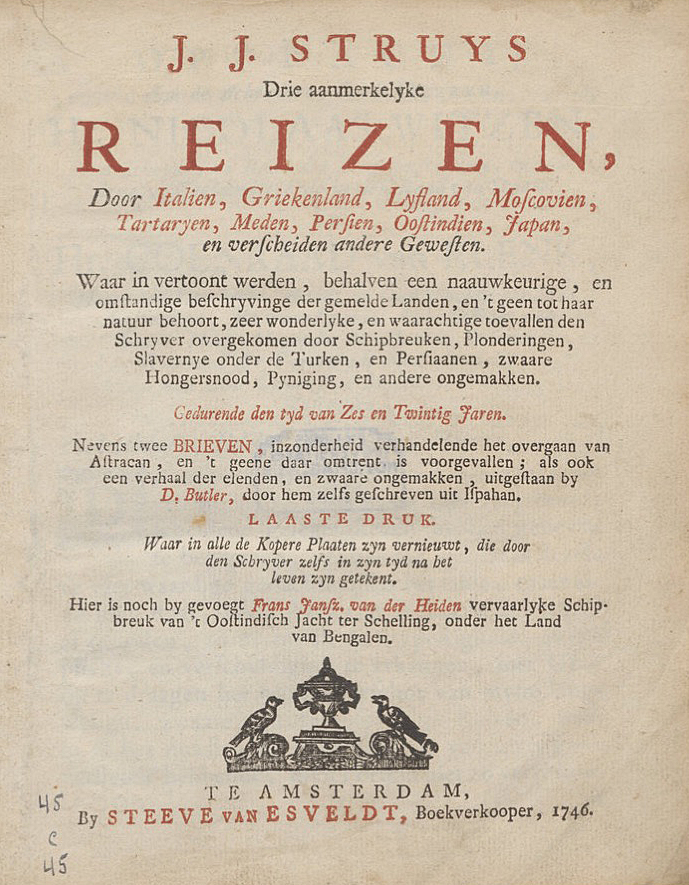
Titelpagina van een Nederlandstalige editie uit 1746 van Drie aanmerkelyke reizen

In 1675 publiceerde Jan Struys het boek Drie aanmerkelyke reizen, een verslag over zijn belevenissen, dat ook kleurige en beeldende beschrijvingen bevat van de levenswijze, gebruiken en het uiterlijk voorkomen van de mensen die hij tijdens zijn reizen ontmoette. Verschillende hoofdstukken van het boek zijn gewijd aan een beschrijving van Moskou en indrukken van de Russische geaardheid in de zeventiende eeuw.
In hetzelfde jaar van de publicatie van zijn boek reisde Jan Struys opnieuw naar Moskou, ditmaal in de entourage van de Nederlandse consul voor Rusland, Coenraad van Klenck. De consul probeerde tsaar Alexis van Rusland er toe te bewegen Jan Struys schadeloos te stellen voor financiële verliezen die Struys in dienst van de tsaar geleden had, maar het is onbekend of het verzoek van de consul naar tevredenheid werd afgehandeld. Een jaar later al keerde Struys huiswaarts en van zijn verdere leven is weinig bekend.
Het boek van Jan Struys met reisverslagen heeft vele oplages gezien, en werd vertaald in een groot aantal talen. Al in de tijd van Peter de Grote werd een vertaling naar het Russisch verzocht, maar die vertaling verscheen niet eerder dan 1880 van de hand van P. Joertsjenko vanuit het Frans. De beslissing om vanuit het Frans te vertalen was geen gelukkige keuze en in 1935 verscheen er een nieuwe vertaling van E. Borodina.

## Populaire cultuur
De invloed van het boek is zichtbaar in de tekst van het Russische lied Iz-za ostrova na strezjen (Van het eiland naar de stroomgeul). Dit lied was al eind negentiende eeuw populair in Rusland en is gebaseerd op een beschrijving uit het boekverslag van Jan Struys, waarin hij verhaalt dat Stepan Razin een Perzische prinses doodde om de Wolga gunstig te stemmen. Een Engelstalige adaptatie van dit lied, The Carnival Is Over, behoort tot het vaste repertoire van The Seekers en is onder anderen gecoverd door Nick Cave & The Bad Seeds en Boney M.